# Zenillia lasiocampae
Zenillia lasiocampae là một loài ruồi trong họ Tachinidae.